# Atleterna 2014
Den första säsongen av TV-programmet Atleterna sändes i SVT1 i tio avsnitt mellan den 23 augusti och 25 oktober 2014. I säsongen deltog totalt 24 deltagare; 12 män och 12 kvinnor, vilka lottades i par (en man och en kvinna per par). Varje vecka tävlade paren om att inte åka ut, vilket skedde i olika kvalificeringsomgångar. Vinstsumman sattes till 250 000 kronor. Kajsa Bergkvist var programledare och Rickard Olsson var tävlingsledare. Slutgiltiga segrare blev Victoria Johansson (22 år, Tranås) och Deivid Lopes Da Silva (33 år, Vällingby).
Inspelningarna av säsongen påbörjades den 10 maj 2014 och pågicks sedan under tio veckors tid. Under inspelningarna bodde deltagarna på Beckershofs herrgård (som i programmet kallades Atletbyn) utanför Katrineholm medan tävlingsmomenten hölls på Rosvalla arena i Nyköping.

## Tävlingsupplägg[1]
Deltagarna tävlade i par, där varje par bestod av en man och en kvinna. I varje program tävlade paren sedan i tre olika tävlingsomgångar, där resultatet påverkade ifall man måste skulle få gå vidare till kvalificeringsomgångar eller om man blev så kallat "säker", vilket innebar att paret hamnade tillräckligt högt i resultatlistan för att slippa kvala. I samtliga program utom i det första och sista programmet fick det vinnande paret i huvudtävlingen tips och coaching av en tidigare svensk idrottare. I finalen ändrades tävlingsreglerna så att finaldeltagarna fick utse tävlingsgrenar.

### Huvudupplägget i de sju första programmen
Från början tävlade tolv par och därefter eliminerades ett par per vecka fram till det var sex stycken par kvar. Nedan redovisas hur tävlingsupplägget såg ut under dessa omgångar.

#### Huvudtävling
I programmets första omgång, som var huvudtävlingen, tävlade samtliga kvarvarande par om ett antal immunitetsplatser. Från början fick paren veta vilken av tävlingsgrenarna som skulle utföras och fick därefter en kort tid på sig att öva inför den tävlingen. All övning inför huvudtävling skedde i Atletbyn. När huvudtävlingen sedan kördes tävlade ett par åt gången i arenan (startordningen bestämdes av tävlingsansvariga), medan övriga par fick vänta i Green Room (ett väntrum utanför arenan). Efter att varje tävlingspar hade tävlat klart fick de reda på sitt resultat men först efter att samtliga par hade tävlat klart redovisades det hur paren hade placerat sig i totaltabellen. De par som hade presterat bäst genom att ha fått bäst sluttid/högsta poängsumma/längst totalkast/högst totalhöjd etc. blev immuna och hade därmed tävlat klart för det programmet. För de fem paren som hade placerat sig sämst blev det istället dags för kvaltävling. För varje program minskades antalet direktkvalificeringsplatser ju fler par som fick lämna programmet.
I huvudtävlingen fanns det tio grenar där det var en ny gren för varje huvudtävling (samma huvudtävlingsgren kunde enbart återkomma i finalprogrammet). Däremot kunde tidigare huvudgrenar återkomma i kvaltävlingen och duellen.

#### Kvaltävling
Inför kvaltävlingen återstod fem par som tävlade om tre immunitetsplatser. Efter huvudtävlingens resultatgenomgång fick paren veta vilken tävlingsgren de skulle kvala genom. Paren gavs sedan ett dygn på att öva sig på denna gren innan kvaltävlingen genomfördes. Även i kvaltävlingen var det tävlingsansvarige som bestämde startordningen. Varje par utförde nu kvaltävlingens tävlingsgren och fick sedan reda på individuellt resultat och totalresultatet. Till skillnad mot huvudtävlingen kunde nu de andra paren se det tävlande parets prestation via tv-skärmar i Green room, samt även få veta tävlingsparets resultat. En resultattavla gjordes hela tiden synlig där placeringarna flyttades om beroende på hur paren presterat; från bäst till sämst. De två paren som hamnade sist i resultatlistan gick vidare till en direkt avgörande duell, där endast ett par fick stanna kvar i tävlingen.

#### Duellen
Det vinnande paret i kvaltävlingen fick avgöra dels vilken tävlingsgren duellen skulle genomföras i (av två möjliga val från tävlingsansvarige), samt om det var killarna eller tjejerna i duellparen som skulle mötas. När vinnarparet hade fattat ett beslut kördes duellen i den gren som valts ut. Duellen pågick fram tills det fanns en vinnare. Det vinnande paret i duellen fick fortsätta tävla i Atleterna medan det förlorande paret fick lämna tävlingen direkt.

### Upplägget i de sista tre programmen
Efter det sjunde avsnittet förändrades tävlingsupplägget något. Se nedan vilka ändringar som gjordes utifrån det tidigare upplägget.

#### Åttonde programmet
Huvudupplägget med huvudtävling, kvaltävling och duell (likt ovan) fortsatte, men med ett par förändringar. För det första blev inget par direktkvalificerade i huvudtävlingen till nästkommande program. Istället blev det par som slutade sist i huvudtävlingen första duellpar. En skillnad mot tidigare huvudtävlingar var också att de övriga paren kunde nu följa varje tävlingspar direkt genom tv-skärmarna i Green room (tidigare hade detta bara varit möjligt i kvaltävlingen). I kvaltävlingen tävlade sedan fyra par om tre direktkvalificeringsplatser, där det paret som hamnade sist blev duellanter. Duellen skedde sedan på samma villkor som i avsnitt 1-7.

#### Nionde programmet
Även i detta program genomfördes huvudtävling, kvaltävling och duell likt de tidigare avsnitten och inget par blev direktkvalificerat i huvudtävlingen. Det par som kom på sista plats i huvudtävling respektive kvaltävling fick tävla i duellen. En skillnad mot tidigare kvaltävlingar var dock att tävlingsparens resultat granskades i efterhand, vilket gjorde att sluttiderna kunde förändras. Duellen genomfördes på samma sätt som i tidigare avsnitt. Från detta program gick totalt tre par vidare till finalprogrammet.

#### Finalen
Finalen av Atleterna avgjordes i två tävlingsomgångar: först en utslagningsomgång och sedan en direkt tävlingsomgång.
I den första tävlingsomgången tävlade de tre tävlingsparen om två finalplatser. Varje par fick välja en tävlingsgren vardera av de tio grenar som det hade tävlats i under de tidigare programmen. Likt tidigare program placerade sig deltagarna från bäst till sämst. Det vinnande paret i respektive gren fick 3 poäng, tvåan fick 2 poäng och trean fick 1 poäng. De två duellpar med högst totalpoäng efter tre grenar fick gå vidare, medan det sistplacerade paret åkte ut. Skulle två par ha placerat sig på samma position skulle en duell ske (men det skedde aldrig).
I den andra tävlingsomgången fick de två kvarvarande paren också bestämma tävlingsgrenar, dock fick de inte välja någon av de grenar från den första omgången. Vinnande paret från första omgången fick som en bonus välja två av finalens tre grenar. Därefter kördes grenarna där det par som placerat sig på första plats i respektive gren vann den omgången. Det par som vunnit två omgångar vann sedan Atleterna. 

### Tävlingsgrenar
Här nedan listas de 10 sportgrenar som deltagarna tävlade i under programmens gång:
- 60 meter häck
- 60 meter sprint
- Höjdhopp
- Klättervägg
- Kula
- Längdhopp
- Simning 2x50 meter stafett (i 25-metersbassäng)
- Simning 50 meter bröstsim (i 25-metersbassäng)
- Simning 50 meter frisim (i 25-metersbassäng)
- Stavhopp

## Deltagare
Den 4 augusti 2014 presenterades de 24 deltagarna. Några av dessa hade tidigare deltagit i andra tävlingsprogram som Gladiatorerna. Vilken sport respektive deltagare var aktiv i inför programmet står inom parentes.
- Amanda Lahti, 24 år, Göteborg (handboll)
- Armine Sinabian, 28 år, Uppsala (boxning)
- Charlotte Kaupang, 35 år, Kalmar (fotboll)
- Chris Sörman, 28 år, Stockholm (snowboard)
- Christian "Knasen" Eikedal, 33 år, Göteborg (athletic fitness)
- Deivid Lopes Da Silva, 33 år, Vällingby (bodybuildning)
- Emelie Bäckemalm, 27 år, Laxå (crossfit)
- Emil Eriksson, 22 år, Lycksele (beridet bågskytte)
- Eva-Marie Wergård, 32 år, Stockholm (triathlon och swimrun)
- Fredric Liljebjörn, 27 år, Ludvika (crossfit)
- Hanna Engholm, 19 år, Borlänge (stavhopp)
- Ida Rosén, 27 år, Karlstad (polefitness och poledance)
- Jesper Karlsson, 26 år, Helsingborg (brottning)
- Malin Gauffin, 31 år, Stockholm (TCA: Toughest Competitor Alive)
- Nathalie Rosenberg, 32 år, Stockholm (dans)
- Niclas Blom, 29 år, Skövde (militär femkamp)
- Nils Widlund, 27 år, Stockholm (kampsport)
- Sara Trolte, 26 år, Uppsala (innebandy)
- Simon Landin, 20 år, Norrköping (basket)
- Stina Petersson, 32 år, Järfälla (basket)
- Sunday Ojuri, 20 år, Skärholmen (friidrott)
- Theodor Nicolaisen, 30 år, Göteborg (rugby)
- Victoria Johansson, 22 år, Tranås (friidrott)
- William Lagerwall, 24 år, Härnösand (handboll)

## Resultat

### Totalplacering över hela säsongen
Schemat visar hur tävlingsparen placerade sig i respektive avsnitt.
| Stadium: | Stadium:                | Partävling | Partävling | Partävling | Partävling | Partävling | Partävling | Partävling | Partävling | Partävling | Partävling |
| Datum:   | Datum:                  | 23/8       | 30/8       | 6/9        | 13/9       | 20/9       | 27/9       | 4/10       | 11/10      | 18/10      | 25/10      |
| Plats    | Tävlande                | Resultat   | Resultat   | Resultat   | Resultat   | Resultat   | Resultat   | Resultat   | Resultat   | Resultat   | Resultat   |
| 1        | Victoria & Deivid       | 1          | 2          | 5          | 1          | 1          | 3          | 2          | 1          | 1          | Vinnare    |
| 2        | Amanda & William        | 4          | 3          | 4          | 8          | 6          | 6          | 5          | 24         | 2          | Tvåa       |
| 3        | Eva-Marie & Knasen      | 8          | 7          | 1          | 4          | 2          | 1          | 3          | X3         | X3         | Utsl.6     |
| 4        | Charlotte & Jesper      | 3          | 5          | 6          | 6          | 4          | 5          | 1          | 3          | Utsl.5     |            |
| 5        | Hanna & Fredric         | 5          | 9          | 2          | 5          | 5          | 4          | 4          | Utsl.      |            |            |
| 6        | Sara & Simon            | 10         | 8          | 9          | 7          | 7          | 2          | Utsl       |            |            |            |
| 7        | Stina & Nils            | 6          | 10         | 7          | 3          | 3          | Utsl.      |            |            |            |            |
| 8        | Emelie/Nathalie1 & Emil | 7          | 6          | 3          | 2          | Utsl.      |            |            |            |            |            |
| 9        | Ida & Sunday            | 2          | 1          | 8          | Utsl.      |            |            |            |            |            |            |
| 10       | Nathalie1 & Niclas      | 11         | 4          | Utsl.      |            |            |            |            |            |            |            |
| 11       | Armine & Theodor        | 9          | Utsl.      |            |            |            |            |            |            |            |            |
| 12       | Malin & Chris           | Utsl.      |            |            |            |            |            |            |            |            |            |

| Tävlande par | Vidare från huvudtävling7 | Vidare från kvaltävlingen | Duellant | Utslagen i duell | Tävlade inte mer2 |

1 I det fjärde programmet valde deltagaren Emelie Bäckemalm att lämna programmet på grund av en skada som hade uppstått tidigare under programserien. Hennes plats togs då över av den tidigare utslagna deltagaren Nathalie Rosenberg.

2 Deltagare som blev utslagna tävlade inte mer i tävlingen, medan för deltagare som var kvar i tävlingen var resultatet för de resterande programmen då ännu inte avgjorda.

3 Eva-Marie och Knasen kom sist i huvudtävlingen och blev då direktplacerade i duellen. Således behövde de inte gå genom kvaltävlingen och hamnade på plats X.

4 Amanda och William vann huvudtävlingen men blev inte direktkvalificerade till nästkommande program.

5 Charlotte och Jesper vann huvudtävlingen men blev inte direktkvalificerade till nästkommande program.

6 Eva-Marie och Knasen slogs ut efter den första tävlingsomgången i finalen då de kom sist efter tre genomförda grenar.

7 Från det åttonde programmet gick inga par vidare direkt från huvudtävlingen utan fick kvalificera sig genom kvaltävlingen.

## Tittarsiffror
Noteringar
- ^  Lista på de mest sedda programmen på SVT1 dagen avsnittet sändes.